# بری ساننفلد
بری ساننفلد (انگلیسی: Barry Sonnenfeld؛ زادهٔ ۱ آوریل ۱۹۵۳) یک کارگردان، و فیلم‌بردار اهل ایالات متحده آمریکا است.
از فیلم‌ها یا برنامه‌های تلویزیونی که وی در آن نقش داشته است می‌توان به شورتی را بگیرید، مردان سیاه‌پوش ۲، فضای خونبار، آر وی و غرب وحشی وحشی اشاره کرد.
وی همچنین برنده جوایزی همچون جایزه امی ساعات پربیننده شده است.